# Francesca Neri
Pour les articles homonymes, voir Neri.
Francesca Neri, née le 10 février 1964 à Trente (Trentin-Haut-Adige), est une actrice et productrice de cinéma italienne.
Diplômée du Centro sperimentale di cinematografia, elle commence sa carrière à la fin des années 1980 dans des rôles mineurs dans des films de son pays d'origine. Après avoir joué dans le long métrage Les Vies de Loulou (1990) du cinéaste espagnol Bigas Luna, elle est apparue dans des productions italiennes, espagnoles, françaises et américaines, dont les films primés Je croyais que c'était de l'amour, Al lupo al lupo, En chair et en os, Hannibal, La cena per farli conoscere, Il papà di Giovanna et Una famiglia perfetta.
Au cours de sa carrière, elle a travaillé avec des réalisateurs de renom tels que Carlos Saura, Gabriele Salvatores, Pedro Almodóvar, Giuseppe Bertolucci, Pupi Avati, Cristina Comencini ou Ridley Scott, et a joué dans des films aux côtés d'acteurs tels qu'Antonio Banderas, Javier Bardem, Jacques Perrin, Stefania Sandrelli, Silvio Orlando, Massimo Troisi, Alessandro Benvenuti, Arnold Schwarzenegger, Monica Bellucci, Carlo Verdone ou Sergio Rubini, parmi d'autres. Par l'intermédiaire de sa société Bess Movie, elle a produit les longs métrages Melissa P. (2006) et Riprendimi (2008).
Elle remporte deux fois le Ruban d'argent de la meilleure actrice pour sa prestation dans Je croyais que c'était de l'amour (1991) et En chair et en os (1997). Elle est nommée pour six David di Donatello dans les catégories meilleure actrice et meilleure actrice dans un second rôle, et reçoit des prix et des nominations lors d'autres événements tels que les prix Ciak d'oro, les prix Flaiano et le Globo d'oro. Après le tournage du film The Habit of Beauty (2016), on lui a diagnostiqué une cystite interstitielle chronique, maladie qui l'a éloignée du cinéma et de la télévision depuis lors. Elle a été mariée pendant douze ans à l'acteur Claudio Amendola, avec qui elle a un fils nommé Rocco.

## Biographie

### 1964-1989: naissance, études et premières œuvres

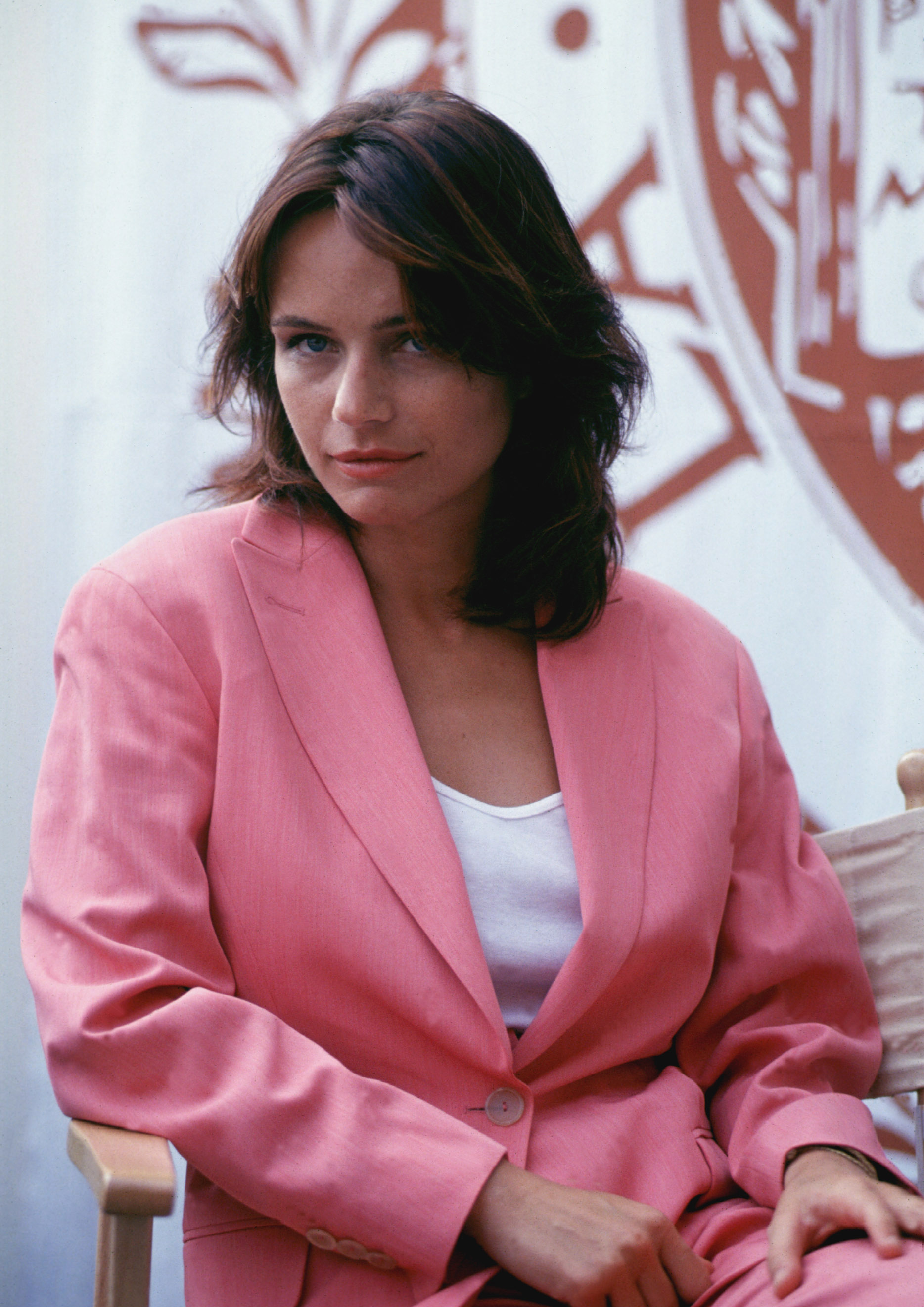
Francesca Neri à la Mostra de Venise 1990.

Neri est née à Trente, ville italienne de la région du Trentin-Haut-Adige, le 10 février 1964, fille d'un zootechnicien et d'une femme au foyer. Dans un entretien accordé à Il Giornale en avril 2008, elle avoue avoir été une adolescente rebelle à qui ses parents ont donné « trop de libertés ». Dans son autobiographie Come carne viva (2021), elle dit avoir eu une relation froide et distante avec sa mère, et avoir au contraire apprécié la compagnie de son père, avec qui elle partageait les travaux de la ferme, comme la traite et le soin du bétail.
À la fin de l'école secondaire, elle déménage à Rome pour commencer des études universitaires en droit, motivée principalement par le désir de quitter le domicile parental : « Être avocate n'était pas un rêve ou une ambition, mais quelque chose que je pensais possible. Ce qui m'intéressait vraiment, c'était de mettre le plus de kilomètres possible entre moi et Trente », affirme-t-elle dans son livre. Parallèlement, elle commence à prendre des cours de théâtre dans une école de la ville qui utilise la méthode d'enseignement développée par Alessandro Fersen, basée principalement sur l'improvisation. En 1984, elle s'inscrit à l'Académie nationale d'art dramatique Silvio-D'Amico et au Centro sperimentale di cinematografia, et est acceptée dans cette dernière institution. Elle abandonne alors ses études de droit pour se consacrer exclusivement à sa formation d'actrice.
La même année, il fait sa première expérience en tant que figurante dans le film Amarsi un po' de Carlo Vanzina. Dès lors, elle travaille comme figurante dans d'autres productions cinématographiques et double même l'actrice allemande Hanna Schygulla dans Le futur est femme de Marco Ferreri. En 1986, elle fait ses débuts professionnels dans le téléfilm Fuori Scena du cinéaste Enzo Muzii, dans une petite apparition en tant que fille du personnage de Valeria Moriconi,, et un an plus tard, elle fait sa première apparition au cinéma dans Il grande Blek, le premier film de Giuseppe Piccioni. Dans ce film, elle travaille aux côtés de Roberto De Francesco, Sergio Rubini et Federica Mastroianni. La critique Nicoletta Dose a qualifié sa prestation d'« équilibrée et sensuelle » et d'« essentielle pour recréer l'atmosphère indécise d'un groupe de jeunes gens peu sûrs d'eux et désorientés ».
Après avoir joué dans le téléfilm Una donna spezzata (1988) de Marco Leto — d'après la nouvelle de Simone de Beauvoir La Femme rompue —, elle incarne Maria, l'un des personnages principaux de Bankomatt (1989) de Villi Hermann. Dans ce long métrage italo-suisse, présenté à la Berlinale 1989, elle joue aux côtés de Bruno Ganz et d'Omero Antonutti. La même année, elle tient un petit rôle dans Joyeux Noël, bonne année de Luigi Comencini aux côtés de Virna Lisi et Michel Serrault.

### 1990-1991:Les Vies de Loulouet la collaboration avec Massimo Troisi

Massimo Troisi, qui mourra prématurément en 1994 à l'âge de 41 ans.

En mai 1990, les médias espagnols annoncent que Neri remplacera l'actrice Ángela Molina dans le rôle principal du long métrage de Bigas Luna, Les Vies de Loulou. Bien que Molina ait signé un contrat pour jouer le personnage principal de Loulou, juste avant le début du tournage à Madrid, elle a décidé d'arrêter parce que, selon elle, lorsque les répétitions ont commencé, elle s'est sentie pratiquement dans un « film porno ». Dans cette adaptation du roman érotique éponyme de l'écrivaine Almudena Grandes, Neri joue le rôle d'une jeune femme qui s'engage dans une liaison avec un homme plus âgé et découvre des facettes cachées de sa sexualité au cours de sa vie,. Ne maîtrisant pas parfaitement l'espagnol, sa voix a été doublée par l'actrice et chanteuse madrilène Natalia Dicenta. Selon Neri elle-même, sa participation au film a beaucoup contribué à sa popularité ultérieure en Europe, bien qu'elle ait également reconnu que le film lui a causé quelques problèmes avec ses parents en raison du nombre de scènes érotiques qu'elle a dû tourner pour le film. Dans son autobiographie, elle écrit : 
« Las edades de Lulú supuso un punto de inflexión: antes, mi profesión consistía únicamente en actuar. Después se trataba también de aparecer en periódicos y participar en actos públicos y programas de televisión. Las alfombras rojas, las entrevistas y las sesiones de fotos fueron muy difíciles. Cuanto más vertiginoso sea el trabajo, peor será su reverberación »
— Francesca Neri

« Les Vies de Loulou ont marqué un tournant : avant, mon métier consistait uniquement à jouer la comédie. Ensuite, il s'agissait aussi d'apparaître dans les journaux et de participer à des événements publics et à des émissions télévisées. Les tapis rouges, les interviews et les séances de photos étaient très difficiles. Plus l'œuvre est vertigineuse, plus sa promotion est importante. »
La même année, elle joue le rôle de Valentina de Santis dans Captain America, un film à petit budget inspiré du super-héros du même nom et réalisé par Albert Pyun. Bien qu'il ait été un échec commercial et qu'il ait reçu un accueil critique médiocre,, il marque la première expérience de l'actrice dans une production cinématographique américaine.
En 1991, elle participe à la série télévisée La stella del parco et joue dans Je croyais que c'était de l'amour, un film réalisé, écrit et interprété par Massimo Troisi. Son rôle de maîtresse capricieuse d'un artiste napolitain lui vaut le Ruban d'argent de la meilleure actrice et une nomination au David de Donatello dans la catégorie meilleur second rôle féminin. La critique de Mymovies.it écrit à propos de son interprétation : « Francesca Neri, qui a prouvé sa valeur dans Les Vies de Loulou, se confirme à nouveau comme une excellente actrice et parvient également à tenir tête à Troisi, qui semble ici diminué ». Neri a déclaré dans un entretien avec Monica Iacobucci à propos de son expérience avec le réalisateur : « [Troisi] aimait faire les choses parfaitement, mais sur le plateau, il n'y a jamais eu de tension, de conflit ou de querelle ».

### 1992-1996: la popularité en Italie

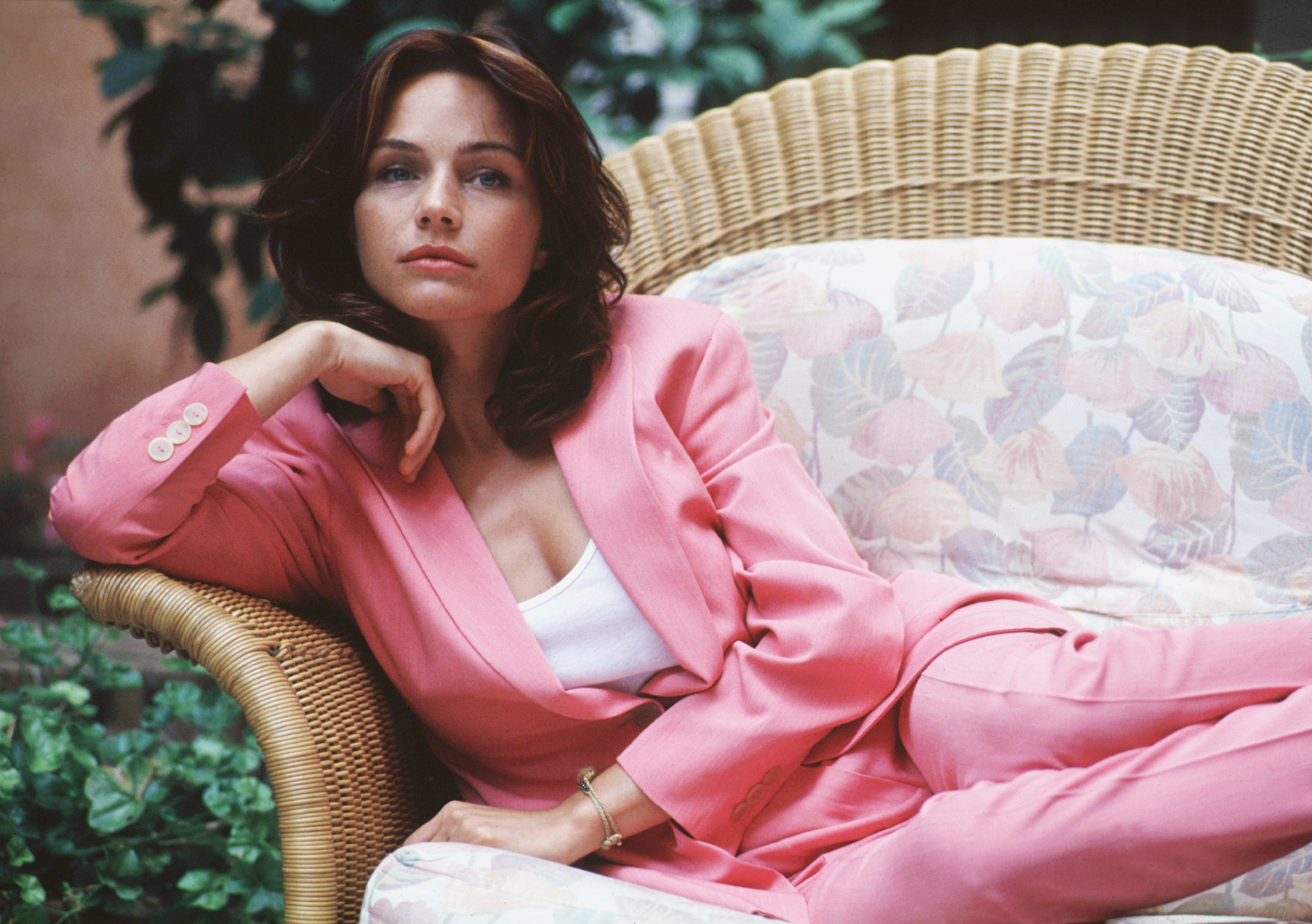
Francesca Neri à la Mostra de Venise 1990.

En 1992, elle se rend à Portbou dans la Province de Gérone près de la frontière française pour participer à nouveau à une production cinématographique espagnole, cette fois dans le rôle de la directrice de théâtre Asja Lācis dans La última frontera (es) de Manuel Cussó-Ferrer (es), qui raconte les derniers jours de la vie du philosophe Walter Benjamin. La même année, elle joue le rôle de Livia Sagonà, la sœur rebelle des personnages interprétés par Sergio Rubini et Carlo Verdone, dans le film comique Al lupo al lupo. Sa prestation est récompensée aux prix Flaiano, où elle est nommée meilleure actrice, et au Ruban d'argent, où elle est nommée meilleure actrice. Dans une rétrospective, le journal La Nazione note « l'interaction parfaite entre les trois personnalités des protagonistes » et écrit que dans le film Neri peut enfin apparaître « détendue ». La même année, elle joue Marina, une strip-teaseuse engagée par un groupe de jeunes, dans le deuxième sketch du film Sabato italiano (it) de Luciano Manuzzi.
En 1993, le cinéaste Gabriele Salvatores la choisit pour jouer aux côtés de Silvio Orlando et Claudio Bisio dans son long métrage Sud, qui traite d'une révolte syndicale dans une petite ville du sud de l'Italie,. Elle apparaît également aux côtés de Jacques Perrin dans La Course de l'innocent de Carlo Carlei, nommé dans la catégorie Meilleur film en langue étrangère aux Golden Globes 1994. Dans Les Voyous du réalisateur espagnol Carlos Saura, elle incarne une dresseuse de chevaux qui est prise dans une spirale de violence après avoir été victime d'un viol, rôle pour lequel elle a dû se préparer en prenant des cours dans un centre équestre près de Rome. Dans sa critique pour le site web Aceprensa, Pedro Antonio Urbina fait l'éloge des prestations des acteurs principaux (Neri et Antonio Banderas), mais écrit que l'intrigue est mal ficelée et incohérente.
Après être apparue dans le clip de la chanson Otra como tú du chanteur italien Eros Ramazzotti, elle joue en 1995 dans le film Ivo il tardivo (it) d'Alessandro Benvenuti, dans le rôle de Sara, une femme au grand cœur qui recueille un malade mental interprété par Benvenuti lui-même. Son travail est à nouveau reconnu par la critique et lui permet de concourir pour le Ruban d'argent de la meilleure actrice. En 1996, elle participe à deux longs métrages italiens : Il cielo è sempre più blu et La mia generazione. Dans le premier, elle fait partie d'une large distribution d'acteurs connus tels que Monica Bellucci, Asia Argento, Margherita Buy, Daniele Luchetti et Dario Argento sous la direction d'Antonello Grimaldi, et dans le second — un film italien proposé aux Oscars 1997 dans la catégorie du meilleur film international — elle joue la compagne d'un terroriste pendant les années de plomb.

### 1997-2001:En chair et en oset le cinéma américain

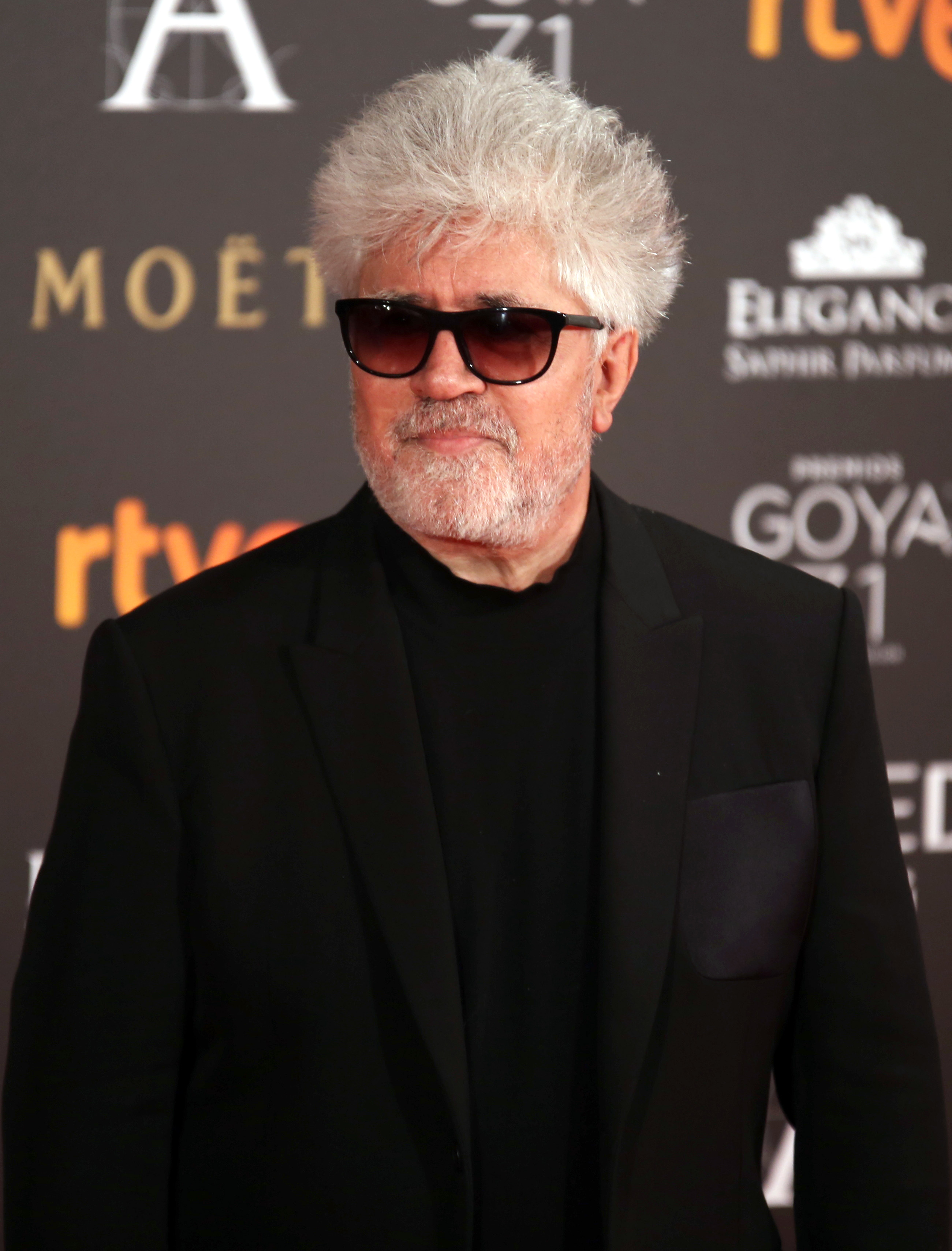
Neri a travaillé avec le cinéaste espagnol Pedro Almodóvar (photo) dans le film En chair et en os (1997). Dans une interview ultérieure, l'actrice a déclaré que le réalisateur « se sert des acteurs jusqu'au point où cela peut faire mal ».

En 1997, elle joue dans Mains fortes de Franco Bernini, présenté à la Semaine de la critique du Festival de Cannes 1997. Elle partage le rôle principal avec Claudio Amendola — qui deviendra son mari quelques années plus tard — dans le rôle d'une psychanalyste qui doit traiter l'homme responsable de l'attentat de la place de la Loggia à Brescia. Le critique David Rooney a vanté les mérites de l'actrice dans sa critique : « Neri transmet le poids d'années de colère et de souffrance, ainsi que l'inconfort des choix personnels et professionnels cruciaux que son personnage doit faire ». Son travail lui a valu sa première et unique sélection au Globe d'or de la meilleure actrice.
La même année, elle joue dans le film espagnol En chair et en os de Pedro Almodóvar aux côtés de Javier Bardem, Liberto Rabal (es), Ángela Molina, Penélope Cruz et José Sancho. Son interprétation d'une femme prise dans un dangereux triangle amoureux lui vaut à nouveau le Ruban d'argent de la meilleure actrice, mais divise les critiques espagnols. El Diario Vasco a mentionné dans sa critique le jeu de Neri et Rabal comme étant le point faible du film, tandis que José María Aresté d'Aceprensa a qualifié la prestation de l'ensemble de la distribution d'« acceptable ». En ce qui concerne l'expérience de travail avec Almodóvar, l'actrice a déclaré dans une interview au quotidien El País qu'elle le considérait comme « un génie », mais a également avoué qu'« il se sert des acteurs à un point tel que cela peut faire mal ». Dans son livre, elle a déclaré que, bien qu'elle ait d'abord eu une relation très étroite avec le réalisateur, tout a changé lorsque le tournage a commencé :
« Empezamos a rodar y [Pedro Almodóvar] se convirtió en otra persona. Me cortó. No más complicidad, no más cercanía. Él era el director y yo era su actriz [...] Después de dos meses de amistad, de conocimiento asiduo, de plena confianza, me encontré de repente sola. Me había abandonado y traicionado por la película, y eso duele »
— Francesca Neri

« Nous avons commencé à tourner et [Pedro Almodóvar] est devenu une personne différente. Il m'a coupé les vivres. Plus de complicité, plus de proximité. Il était le réalisateur et j'étais son actrice [...] Après deux mois d'amitié, de fréquentation assidue, de confiance totale, je me suis soudain retrouvée seule. Il m'avait abandonnée et trahie pour le film, et ça faisait mal. »
Son film suivant en Italie est Matrimoni (1998), une comédie romantique réalisée par Cristina Comencini, la fille de Luigi qui l'avait dirigée dans Joyeux Noël, bonne année en 1989. Pour son interprétation de Giulia, une femme mariée qui met son foyer en danger après avoir rencontré une ancienne flamme, elle est nommée pour le prix de la meilleure actrice au Ruban d'argent et au David de Donatello,. Un an plus tard, elle obtient deux autres nominations à ces deux événements pour son rôle dans Le Doux Bruit de la vie (1999) de Giuseppe Bertolucci, dans lequel elle incarne une femme qui adopte un bébé abandonné pour combler le vide d'une déception amoureuse. Elle réitère sa nomination au David de Donatello en 2000 avec sa participation à Io amo Andrea (it), une comédie dramatique sur le thème LGBT réalisée par Francesco Nuti dans laquelle elle partage le rôle principal avec Agathe de La Fontaine et Nuti lui-même. La critique sur le site FilmTV.it note que dans le film « la thématique de l'homosexualité est abordée avec une extrême superficialité et est absolument tirée par les cheveux [...] pourtant Io amo Andrea ne sombre pas dans l'abîme grâce à Francesca Neri, le seul personnage convaincant ».
En avril 2000, le magazine Variety annonce que Neri et l'acteur italien Giancarlo Giannini joueront dans le long métrage américain Hannibal, réalisé par Ridley Scott et adapté du roman éponyme de Thomas Harris. L'actrice joue le rôle secondaire d'Allegra Pazzi, l'épouse d'un détective sur les traces du tueur en série Hannibal Lecter en Italie. Le tournage de Hannibal a commencé à Florence en mai de la même année et le film est sorti en salles en février 2001, rapportant plus de 350 millions de dollars au box-office. Neri a déclaré à propos de sa participation : « Tout le monde aurait donné n'importe quoi pour être l'actrice ou l'acteur italien du moment à Hollywood, une occasion unique [...] Cependant, dans Hannibal, la mégaproduction de Ridley Scott avec Sir Anthony Hopkins et le grand Giancarlo Giannini, j'ai joué un petit rôle, tourné à Florence, à un jet de pierre de chez moi ».
Après avoir reçu un appel du cinéaste Andrew Davis, qui s'est intéressé à elle après avoir vu En chair et en os, elle s'installe fin 2000 au Mexique pour commencer le tournage de Dommage collatéral, une autre production américaine dans laquelle elle joue Selena Perrini, l'épouse colombienne d'un terroriste qui doit faire face à la vengeance d'un pompier de Los Angeles qui a perdu sa famille lors d'un attentat. Avec Arnold Schwarzenegger, Elias Koteas, Cliff Curtis et Neri, le film a reçu un accueil critique mitigé et n'a pas eu beaucoup de succès public,. Dans son autobiographie, elle avoue avoir eu une autre proposition pour jouer dans un film italien, mais avoir accepté de jouer dans Dommage collatéral par défi : « Je ne voulais pas faire un film d'action, ça ne m'intéressait pas, ce n'était pas mon genre et je le savais [...] Comme toujours, c'est le goût du défi qui l'a emporté, celui de sauter une barre trop haute ». Elle a également déclaré qu'elle avait dû retourner aux États-Unis pour tourner à nouveau la scène de sa mort, car les spectateurs des projections précédentes n'étaient pas satisfaits du premier plan, dans lequel son personnage mourait dans un accident de voiture.

### 2002-2013: le retour en Italie et la collaboration avec Pupi Avati

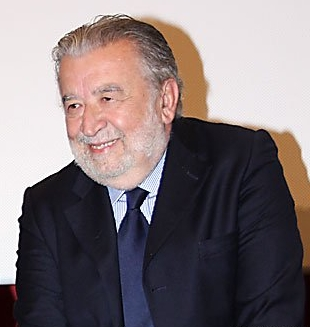
Pupi Avati en 2008.

Bien qu'elle reçoive d'autres propositions pour jouer dans des films américains, elle décide de les refuser pour retourner en Italie auprès de sa famille. Elle apparaît dans le film français Ginostra de Manuel Pradal, dans lequel elle fait partie d'une distribution internationale comprenant Harvey Keitel, Andie MacDowell, Harry Dean Stanton et Asia Argento. En 2003, elle participe au film italien La Felicita, le bonheur ne coûte rien de Mimmo Calopresti, dans une interprétation qui lui vaut une nouvelle nomination aux David di Donatello, cette fois dans la catégorie du meilleur second rôle féminin. La même année, elle partage le rôle principal avec Giancarlo Giannini dans Per sempre (it) d'Alessandro Di Robilant, dans le rôle de Sara, une femme qui aime briser le cœur des hommes. Selon le critique Davide Verazzani, Di Robilant « se limite à soutenir un scénario bâclé et n'exploite pas pleinement les capacités des interprètes : une Neri statufiée et un Giannini passionné », et pour Lietta Tornabuoni du quotidien La Stampa, « la Francesca Neri, de plus en plus belle et intéressante, représente, avec Giancarlo Giannini, la force du film ». L'actrice a décrit son personnage dans une interview accordée au quotidien La Repubblica : « Une âme blessée sera toujours ainsi. Sara, mon personnage, se comporte ainsi non par perfidie, mais parce qu'elle est manifestement blessée elle aussi. Elle est provocante, déçue par les hommes et ne croit pas en l'amour ». En 2004, elle s'aventure dans le genre giallo avec Il siero della vanità d'Alex Infascelli, dans le rôle de Sonia Norton, une présentatrice de télévision impliquée dans plusieurs crimes. Dans un article de La Repubblica, elle déclare que jouer un tel personnage est une expérience amusante : « Pour moi, [Sonia] est comme une caricature, tandis qu'Alex [Infascelli] la voit comme une sorte de Frankenstein ».
En 2005, elle joue dans le téléfilm de Lodovico Gasparini (it) La signora delle camelie, une adaptation du roman d'Alexandre Dumas fils La Dame aux camélias. Dans une interview accordée au journal Messaggero Veneto, elle exprime sa satisfaction de jouer Marguerite Gautier, le personnage principal de l'œuvre de Dumas : « Je reçois beaucoup de propositions de fiction, mais celle-ci ne pouvait pas être refusée [...] Je devais jouer un de ces personnages qui ont toujours rendu toute actrice heureuse et que l'on espère rencontrer au moins une fois dans sa carrière ».
Par l'intermédiaire de sa société Bess Movie, cofondée avec Claudio Amendola, elle a fait en 2006 sa première expérience en tant que productrice du film Melissa P., réalisé par Luca Guadagnino et adapté du roman érotique Cent coups de brosse avant d'aller dormir de Melissa Panarello. Selon le journal El Mundo, Neri s'est intéressée au projet après avoir vu le potentiel de l'histoire et a commencé à chercher une actrice capable de représenter « les expériences brutales de la protagoniste [du roman] ». Elle a choisi María Valverde de Madrid, qui a déclaré avoir trouvé les scènes de sexe « très amusantes ». La même année, Neri a entamé une collaboration avec le cinéaste Pupi Avati qui a duré trois longs métrages. Le premier est La cena per farli conoscere, dans lequel elle joue le second rôle d'Alma Kero. Son interprétation lui vaut des nominations pour les prix Ruban d'argent et David di Donatello de la meilleure actrice dans un second rôle,. Mattia Pasquini du portail Film.it estime que son travail et celui de Vanessa Incontrada sont les points forts de la distribution.
La deuxième collaboration avec Avati a eu lieu en 2008 avec Il papà di Giovanna, un long métrage qui se déroule dans les années 1940 et dans lequel elle joue le rôle de Delia Casali, l'épouse d'un professeur de lycée en proie à une profonde crise familiale. Dans un entretien accordé à Il Giornale, Neri déclare qu'Avati a créé le personnage de Delia spécialement pour elle et avoue que, bien qu'elle n'ait jamais fait de film se déroulant dans les années 1940, elle était intriguée par cette période. Sa prestation est à nouveau récompensée lors des Rubans d'argent par un prix dans la catégorie du meilleur second rôle féminin, et lui vaut sa première et unique nomination au Ciak d'oro dans la même catégorie.
Sa deuxième œuvre en tant que productrice a été Riprendimi (2008) d'Anna Negri, un long métrage tourné sous forme de faux documentaire avec une forte présence de personnages féminins. « Dans Riprendimi, ma deuxième production, Anna Negri dirige une distribution féminine dans une histoire qui me ressemble beaucoup, parce qu'elle est racontée du point de vue des femmes. Ce sont des femmes qui lisent et vont au cinéma, et ce sont elles qui prennent les décisions », a déclaré Neri dans un entretien avec Il Giornale. Lors des prix Flaiano 2008, elle a remporté le Pegasus d'or du meilleur producteur pour son travail sur le film.
En 2010, elle tourne sa dernière collaboration avec Avati dans Una sconfinata giovinezza, un film dans lequel elle joue le rôle d'une femme qui doit faire face aux problèmes engendrés par le diagnostic d'Alzheimer de son mari. Elle avoue au quotidien La Repubblica qu'Avati lui a demandé de « paraître vieille et d'avoir l'air d'avoir au moins dix ans de plus que dans la réalité » pour jouer le rôle. Avec un accueil critique mitigé, le film est à l'affiche de la soixante-septième édition de la Mostra de Venise.
« Siempre ha sido muy importante para mí que me entiendan como persona, antes que como actriz. Pupi lo consiguió, me hizo sentir protegida: con él sentí el absoluto placer de trabajar con alguien que te aprecia por lo que eres, más allá de tu talento como actriz »
— Neri sur sa collaboration avec le cinéaste Pupi Avati.

« Il a toujours été très important pour moi d'être comprise en tant que personne, plutôt qu'en tant qu'actrice. Pupi y est parvenu, il m'a fait me sentir protégée : avec lui, j'ai ressenti le plaisir absolu de travailler avec quelqu'un qui vous apprécie pour ce que vous êtes, au-delà de votre talent d'actrice. »

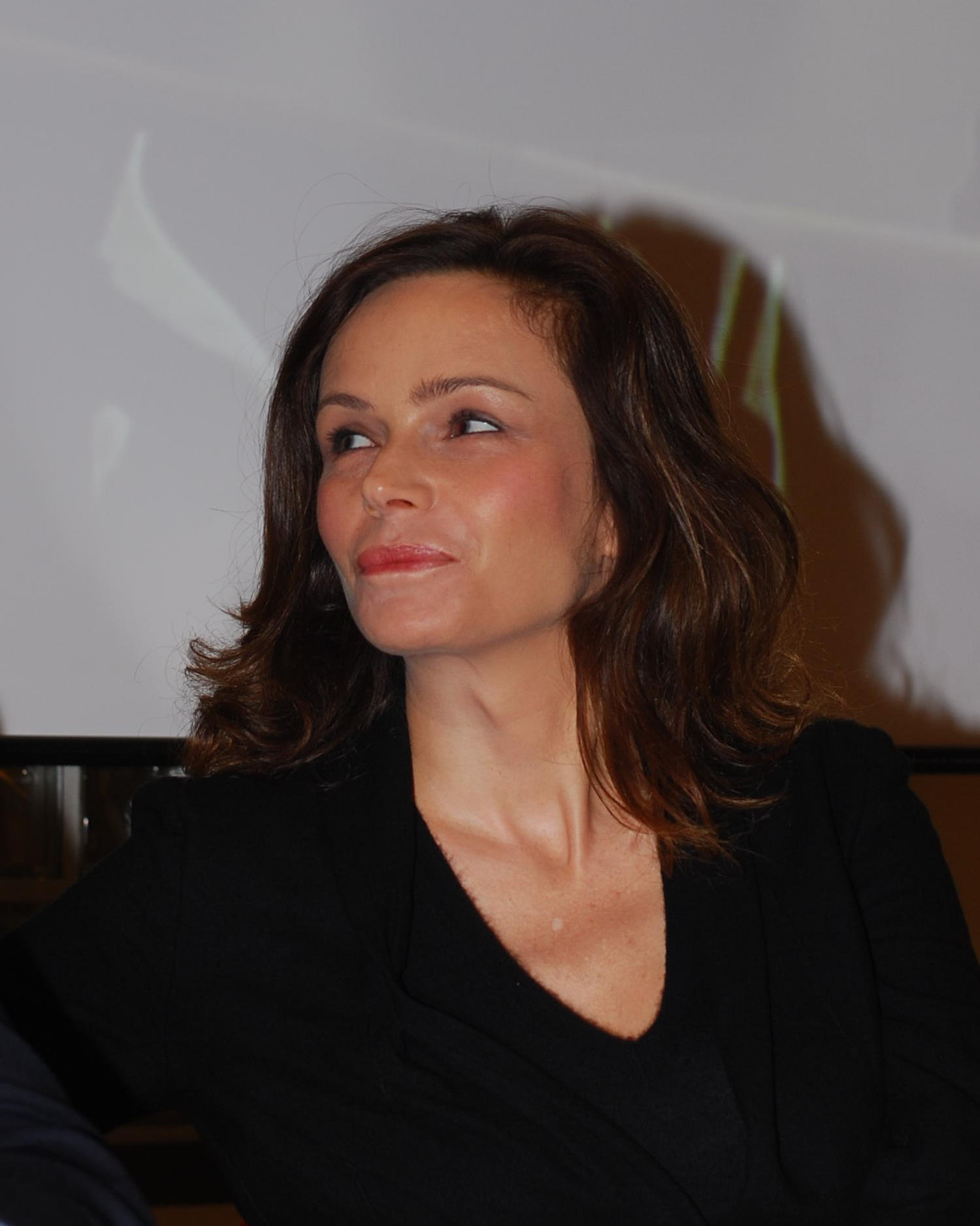
Francesca Neri en 2008.

En 2013, elle reçoit sa dernière nomination au David di Donatello de la meilleure actrice dans un second rôle pour sa prestation dans Una famiglia perfetta de Paolo Genovese, adaptation du film espagnol Familia (1996). Dans cette comédie de Noël, elle interprète Alicia, une actrice qui fait partie d'une troupe théâtrale engagée par un homme qui ne veut pas passer le réveillon de Noël seul. Malgré les prix et les nominations — dont le prix Cusumano pour Neri lors de la cérémonie du Ruban d'argent — le film reçoit un accueil mitigé de la part des critiques spécialisées,.

### Depuis 2014: dernières apparitions au cinéma
En 2014, elle participe à Il ricco, il povero e il maggiordomo (it), un film réalisé par Aldo, Giovanni et Giacomo et Morgan Bertacca (it), dans lequel elle tient à nouveau un second rôle, celui d'une fonctionnaire de la banque. Selon Antonio Bracco, Neri joue l'un des « seconds rôles clés » et donne au film « une plus grande fraîcheur interprétative », tandis que pour Paola Casella, le trio de cinéastes et d'interprètes parvient à créer des scènes originales, bien que « [le film] reste ancré dans les codes de la télévision, sans grandes fulgurances ». Malgré des critiques mitigées, le film arrive en tête des entrées italiennes la semaine de sa sortie. Un an plus tard, elle joue dans les films La nostra quarantena (es) de Peter Marcias et Senza fiato (es) de Raffaele Verzillo (it). Dans le premier, basé sur l'histoire vraie du navire marocain Kenza, qui est resté bloqué pendant plus de deux ans dans le port de Cagliari, elle joue le rôle d'une enseignante universitaire, et dans le second, celui d'une femme adulte qui devient alcoolique après avoir été abandonnée par son mari.
En 2016, elle fait ce qui est (en 2024) sa dernière apparition au cinéma, dans The Habit of Beauty de Mirko Pincelli (es). Dans ce film dramatique, produit entre l'Italie et le Royaume-Uni, elle incarne Elena, une femme qui doit se battre pour reconquérir son mari après la mort de son fils. Tourné presque entièrement à Londres et sorti en juin 2017, il reçoit un accueil critique mitigé. L'actrice a déclaré dans son autobiographie que le montage final n'a pas favorisé le résultat :
« La película fue una experiencia decepcionante. Acepté hacerla para dar a un buen director la oportunidadad de mostrar su talento. Para mí es una especie de misión encender la mecha del talento de los demás, sobre todo de los jóvenes, a los que a menudo se subestima por su edad [...] Muchas escenas que yo consideraba fundamentales fueron eliminadas. Y, como consecuencia, muchos de los matices de Elena se desvanecieron; muchos de sus comportamientos carecían de motivación. »
— Francesca Neri

« Le film a été une expérience décevante. J'ai accepté de le faire pour donner à un bon réalisateur une chance de montrer son talent. Pour moi, c'est une sorte de mission de mettre la lumière sur le talent des autres, en particulier des jeunes, qui sont souvent sous-estimés en raison de leur âge [...] De nombreuses scènes que je considérais comme fondamentales ont été éliminées. Et, par conséquent, beaucoup de nuances d'Elena ont disparu ; beaucoup de ses comportements manquaient de motivation. »
Après le tournage, elle a commencé à ressentir les symptômes d'une maladie qui l'empêchait d'exercer pleinement son activité professionnelle, bien qu'au départ elle n'ait pas donné plus de détails sur son état. Dans un entretien avec Silvia Toffanin (it) pour l'émission télévisée Verissimo en 2021, son mari de l'époque, Claudio Amendola, a déclaré que Neri souffrait de douleurs physiques constantes qui lui causaient de nombreuses difficultés dans sa vie quotidienne,.
Le 5 octobre 2021, elle publie son autobiographie Come carne viva, dans laquelle elle explique que son absence est due à une cystite interstitielle chronique. Le même mois, elle apparaît à nouveau dans les médias pour promouvoir le livre et se rend chez différents éditeurs pour signer des exemplaires et donner des interviews,,. Le 4 novembre, elle participe à l'émission de variétés de la Rai Oggi è un altro giorno, animée par Serena Bortone (it), où elle parle de sa maladie et passe en revue les moments importants de sa carrière. Dans son livre, Neri révèle qu'elle médite une proposition de Pupi Avati de revenir au cinéma : « Il y a des conditions et des situations dans lesquelles je pourrais continuer à travailler. Avec Pupi Avati, par exemple [...], je pense que je serais bonne, meilleur que par le passé. Parce que ces années de retraite m'ont enrichi en tant que personne ».

## Vie privée

### Relations et violons d'Ingres
À la fin des années 1980, Neri entame une relation amoureuse avec le producteur de cinéma Domenico Procacci,. Après avoir partagé le rôle principal dans Mains fortes (1997), elle entame une relation amoureuse avec l'acteur Claudio Amendola, fils du doubleur Ferruccio Amendola. En 1999, ils ont un fils nommé Rocco et se marient à New York en 2010,. L'actrice subit deux fausses couches avant la naissance de son fils.
En octobre 2022, certains médias rapportent la séparation du couple après vingt-cinq ans de relation. Selon le magazine Vanity Fair, le couple a déposé les papiers du divorce et se sont mis d'accord sur la cession par Neri de la maison familiale et sur la pension alimentaire pour leur fils Rocco.
Elle est supportrice du club de football Società Sportiva Lazio, une équipe de la capitale italienne. Elle aime également le tennis et a déclaré que, dans sa jeunesse, Adriano Panatta était l'un de ses sportifs préférés. Alors qu'elle se remettait d'une maladie à la maison, elle a développé un penchant pour le jeu de cartes connu sous le nom de buraco, et a même participé à divers tournois en ligne.

### Problèmes de santé
Pendant le tournage du film Les Voyous (1993), Neri est tombée d'un cheval et s'est violemment cognée le dos. Elle est paralysée par la douleur pendant 48 heures, mais parvient à terminer la scène grâce à de puissants analgésiques. Depuis lors, elle a dû se soumettre à des séances d'exercice régulières pour éviter les douleurs dorsales. En septembre 1997, elle s'est cassé la clavicule lors d'un accident de voiture à la sortie de la ville de Fregene. Elle a dû subir un traitement avec une attelle pendant quarante jours.
Dans son autobiographie, elle avoue qu'après avoir tourné le film The Habit of Beauty, elle a commencé à ressentir des maux liés à la cystite, une affection dont elle souffrait « trois ou quatre fois par an ». Après quelques examens, elle a découvert que ses problèmes de santé étaient liés à une cystite interstitielle chronique, une maladie dont la cause est inconnue et qui provoque « une fréquence élevée des mictions, une capacité limitée de la vessie, une contraction des muscles pelviens, une inflammation, une neuropathie et des douleurs ».
« No puedo decir que haya encontrado una cura. No hay cura. Hay terapias. Me convertí en cinturón negro en terapias de primera, segunda, tercera y cuarta línea antes de descubrir que hay métodos naturales para prevenir los episodios agudos. »
— Neri sur la façon de gérer sa maladie.

« Je ne peux pas dire que j'ai trouvé un remède. Il n'y a pas de remède. Il existe des thérapies. Je suis devenu ceinture noire dans les thérapies de première, deuxième, troisième et quatrième ligne avant de découvrir qu'il existe des méthodes naturelles pour prévenir les épisodes aigus. »
Elle a d'abord suivi un traitement par instillation d'acide hyaluronique dans l'urètre, mais la procédure étant très douloureuse et ne lui procurant qu'un soulagement de quelques jours, elle a décidé de l'interrompre et a essayé d'autres alternatives, telles que l'acupuncture, les fleurs de Bach, la médecine psychosomatique et la nutripuncture, sans succès. Elle a finalement réussi à contrôler la maladie en adoptant des habitudes alimentaires saines et en prenant des suppléments riches en D-mannose, un sucre simple extrait de l'écorce de certaines plantes qui aide à combattre les infections des voies urinaires et à prévenir les épisodes aigus.

## Filmographie

### Actrice de cinéma
- 1987 : Il grande Blek de Giuseppe Piccioni : Laura
- 1989 : Joyeux Noël, bonne année (Buon Natale... Buon anno) de Luigi Comencini : la femme de l'autobus
- 1989 : Bankomatt de Villi Hermann : María
- 1990 : Captain America d'Albert Pyun : Valentina de Santis
- 1990 : Les Vies de Loulou (Las edades de Lulú) de Bigas Luna : Loulou
- 1991 : Je croyais que c'était de l'amour (Pensavo fosse amore... invece era un calessede) de Massimo Troisi : Cecilia
- 1992 : Al lupo al lupo de Carlo Verdone : Livia Sagonà
- 1992 : La última frontera (es) de Manuel Cussó-Ferrer (es) : Asja Lācis
- 1992 : Sabato italiano (it) de Luciano Manuzzi : Marina
- 1993 : La Course de l'innocent (La corsa dell'innocente) de Carlo Carlei : Marta Rienzi
- 1993 : Les Voyous (¡Dispara!) de Carlos Saura : Ana
- 1993 : Sud de Gabriele Salvatores : Lucía
- 1993 : Ivo il tardivo (it) d'Alessandro Benvenuti : Sara
- 1996 : La mia generazione de Wilma Labate : Giulia
- 1996 : Il cielo è sempre più blu d'Antonello Grimaldi
- 1997 : En chair et en os (Carne trémula) de Pedro Almodóvar : Elena
- 1997 : Mains fortes (Le mani forti) de Franco Bernini : Claudia
- 1998 : Matrimoni de Cristina Comencini : Giulia
- 1999 : Le Doux Bruit de la vie (Il dolce rumore della vita) de Giuseppe Bertolucci :  Sofía
- 2000 : Io amo Andrea (it) de Francesco Nuti : Andrea
- 2001 : Hannibal de Ridley Scott : Allegra Pazzi
- 2002 : Dommage collatéral (Collateral Damage) d'Andrew Davis : Selena Perrini
- 2002 : Ginostra de Manuel Pradal : Elena Gigli
- 2003 : La Felicita, le bonheur ne coûte rien (La felicità non costa niente) de Mimmo Calopresti : Sara
- 2003 : Per sempre (it) d'Alessandro Di Robilant (it) : Sara
- 2004 : Il siero della vanità d'Alex Infascelli : Sonia Norton
- 2007 : La cena per farli conoscere de Pupi Avati : Alma Kero
- 2008 : Il papà di Giovanna de Pupi Avati : Delia Casali
- 2010 : Una sconfinata giovinezza de Pupi Avati : Francesca
- 2012 : Una famiglia perfetta de Paolo Genovese : Alicia
- 2014 : Il ricco, il povero e il maggiordomo (it) d'Aldo, Giovanni et Giacomo et Morgan Bertacca (it) : Assia
- 2015 : Senza fiato (es) de Raffaele Verzillo (it) : Luciana
- 2015 : La nostra quarantena (es) de Peter Marcias : María Mercadante
- 2016 : The Habit of Beauty de Mirko Pincelli (es) : Elena

### Actrice de télévision

#### Téléfilms
- 2005 : La Dame aux camélias (La signora delle camelie) de Lodovico Gasparini (it) : Marguerite Gauthier

### Productrice
- 2005 : Melissa P. de Luca Guadagnino
- 2008 : Riprendimi d'Anna Negri

## Récompenses et distinctions
- 1992 : David di Donatello de la meilleure actrice
- 1998 : David di Donatello de la meilleure actrice
- 2009 : Ruban d'argent de la meilleure actrice dans un second rôle
- 2013 : Ruban d'argent - Prix Cusumano à la comédie.